# Шоу субботним вечером
«Шоу субботним вечером» (англ. Saturday Night, рус. Субботний вечер; рабочее название — SNL 1975) — американская биографическая трагикомедия режиссёра Джейсона Райтмана по сценарию, написанному им в соавторстве с Гилом Кенаном. Главные роли в фильме исполнили Гэбриел Лабелль, Купер Хоффман, Рэйчел Сеннотт, Финн Вулфхард, Джей Кей Симмонс и Уиллем Дефо.
Фильм выпущен компанией Sony Pictures Releasing.

## Сюжет
11 октября 1975 года Лорн Майклз прибывает в здание NBC, чтобы подготовиться к выходу в эфир первого эпизода программы «Saturday Night». Вечер оказывается полным происшествий и неразберихи среди актёров и съемочной команды. Босс Майклза, Дик Эберсол, предупреждает его, что Дэвид Тебет привел руководителей со всей страны, чтобы они посмотрели трансляцию. Несмотря на обнадеживающие слова Тебета, Эберсол дает понять, что Тебет не верит в шоу и готов заменить его записью эпизода «The Tonight Show Starring Johnny Carson», чтобы заполнить эфирное время.
Гарретт Моррис, имеющий опыт в оперном театре, размышляет о своем месте среди комедийных исполнителей. Джон Белуши держится отстраненно и постоянно вступает в конфликты. Джим Хенсон жалуется на отношение к нему со стороны сценаристов, которые ведут борьбу с цензором Джоан Карбанкл и её требованиями. Ведущий Джордж Карлин считает, что шоу — это полный обман. Все пытаются понять, о чём вообще это шоу. Чеви Чейз вступает в конфликт с Милтоном Берлом, когда тот начинает флиртовать с его девушкой Жаклин. Берл отчитывает Чейза, предупреждая, что из него ничего не выйдет. Майклзу звонит сам Джонни Карсон, давая крайне недружественный совет.
Несмотря на предупреждение Майклза, Эберсол пытается продать идею вставки скетча с использованием камеры Polaroid в рамках рекламного размещения. Белуши приходит в ярость, покидает съемочную площадку и заявляет, что увольняется. Пока все его ищут, ассистент Нил Леви получает косяк от Пола Шеффера, паникует и запирается в шкафу. Вскоре актёры уговаривают его выйти. Майклз идет в бар, чтобы расслабиться, где встречает сценариста Алана Звайбела и сразу же нанимает его в качестве сценариста шоу. Позже он вместе с Гилдой Раднер находит Белуши на катке и убеждает его вернуться к работе и подписать контракт. После короткого разговора с Хенсоном Майклз обретает дополнительную мотивацию продолжать шоу.
Тебет требует закрыть проект, если Майклз не покажет ему, что представляет собой шоу. Энди Кауфман исполняет свой скетч с песней Mighty Mouse, который заставляет всех смеяться. Затем Майклз поручает Чейзу вести рубрику Weekend Update, которую он изначально собирался вести сам. Чейз импровизирует выпуск рубрики, используя свежий материал Звайбела, и это вызывает успех. В зрительном зале собирается публика, а актёры и съемочная команда заканчивают подготовку декораций и занимают свои места. Тебет разрешает шоу выйти в прямой эфир. Майкл О’Донохью и Белуши исполняют скетч Wolverine, который получает одобрение зрителей. Чейз выходит на сцену и объявляет: «В прямом эфире из Нью-Йорка — это субботний вечер!»

## В ролях
- Гэбриел Лабелль — продюсер SNL Лорн Майклз
- Купер Хоффман — Дик Эберсол
- Рэйчел Сеннотт — Рози Шустер
- Элла Хант — Гилда Раднер
- Эмили Фэрн — Ларейн Ньюман
- Ким Матула — Джейн Кертин
- Дилан О’Брайен — Дэн Эйкройд
- Ламорн Моррис — Гаррет Моррис
- Кори Майкл Смит — Чеви Чейз
- Мэтт Вуд — Джон Белуши
- Николас Браун — Джим Хенсон
- Томми Дьюи — Майкл О’Донохью
- Николас Подани — Билли Кристал
- Эндрю Барт Фельдман — Нил Леви
- Кайя Гербер — Жаклин Карлин
- Эллен Босков — миссис Кауфман
- Финн Вулфхард — стажёр NBC
- Джей Кей Симмонс — Милтон Берл
- Билли Брик — Карл
- Джо Хрест — Херб Сарджент
- Тейлор Грэй — Эл Франкен
- Макейб Грегг — Том Дэвис
- Джон Батист — Билли Престон
- Уиллем Дэфо — Дэвид Тебет
- Наоми Макферсон — Дженис Йен
- Кэтрин Кёртин — Джоан Карбанкл

## Производство
В мае 2023 года стало известно, что Джейсон Рейтман станет режиссёром, соавтором сценария и продюсером фильма о создании телешоу Saturday Night Live для компании Sony Pictures. Он, вместе с Гилом Кенаном провёл интервью с живым актёрским составом и командой премьерного выпуска шоу, чтобы лучше разработать сценарий. В январе 2024 года на роль Лорна Майклза был выбран Габриэль Лабелль, а на роли Дика Эберсола, Рози Шустер, Гилды Раднер, Ларейн Ньюман, Джейн Кертин, Гаррета Морриса, Дэна Эйкройда, Чеви Чейза и Джона Белуши — Купер Хоффман, Рэйчел Сеннотт, Элла Хант, Эмили Фэрн, Ким Матула, Дилан О’Брайен, Ламорн Моррис, Кори Майкл Смит и Мэтт Вуд соответственно. Николас Браун, Томми Дьюи и Николас Подани вошли а актёрский состав в марте, получив роли Джима Хенсона, Майкла О’Донохью и Билли Кристалла соответственно. Эндрю Барт Фельдман, Кайя Гербер, Финн Вулфард, Дж. К. Симмонс, Билли Брик, Джо Крест, Тейлор Грей, Макейб Грегг и Уиллем Дэфо присоединились к актёрскому составу в конце того же месяца. Джон Батист, нанятый для написания партитуры к фильму, также появится в роли Билли Престона. В апреле Наоми Макферсон из группы Muna была выбрана на роль Дженис Йен.
Съёмки начались в марте 2024 года в Атланте и Фейетвилле, штат Джорджия, под рабочим названием «Wolverines». 9-10 марта были сняты сцены у Рокфеллер-плаза.

## Отзывы и оценки
На сайте Rotten Tomatoes фильм имеет рейтинг 78 % основанный на 212 отзывах, со средней оценкой 7,0 из 10. Консенсус критиков гласит: «блистательно исполненный превосходным ансамблем, передающим дух, если не буквальное подобие, оригинального состава и съемочной группы SNL, «Шоу Субботним вечером» представляет собой яркое и ностальгическое посвящение одному из самых знаменательных дебютов в истории шоу-бизнеса». На Metacritic средневзвешенная оценка составляет 63 из 100 на основе 41 рецензий, что соответствует показателю «в основном положительные отзывы».
Линда Маррик из HeyUGuys в своей рецензии отмечает: «Безупречная игра актёров, продуманный сценарий и умело выстроенный сюжет — «Шоу Субботним вечером» блестяще отражает хаос, инновации и необузданный талант SNL. Это напряжённо, хаотично, но прежде всего — восхитительно увлекательно».